# Прощавай, трояндовий саде
«Прощавай, трояндовий саде» (яп. さよならローズガーデン, Sayonara Rose Garden) — юрі-манґа, написана та ілюстрована Dr. Pepperco. «Прощавай, трояндовий саде» серіалізувалась онлайн на MAGxiv з 2018 року і була зібрана Mag Garden у три томи танкобон. Українською мовою манґа виходить у видавництві Nasha idea.

## Сюжет
На початку ХХ століття Ханако вирушає з Японії до Англії, щоб здійснити свою мрію — познайомитися з письменником-відлюдником Віктором Френксом і самій стати письменницею. Намагаючись зустрітися з Віктором Френксом, Ханако влаштовується особистою покоївкою до аристократки Еліс Дуґлас, яка каже, що може познайомити їх, але лише за однієї умови: Ханако має вбити Еліс. Шокована її вимогою, Ханако намагається дізнатися більше про Еліс, щоб краще зрозуміти, чому вона висунула таку вимогу, і в процесі зближується з нею.

## Персонажі
Ханако Куджо (яп. 九條 華子, Kujō Hanako)
Письменниця-початківець, яка подорожує до Англії в надії зустріти свого улюбленого письменника Віктора Френкса. Натомість вона стає особистою служницею дворянки Еліс Дуґлас.
Еліс Дуґлас (яп. アリス・ダグラス, Arisu Dagurasu)
Дворянка, яка бере Ханако як свою особисту служницю після того, як дізнається, що та намагається знайти Віктора Френкса. Аліса боїться, що чутки про її роман із гувернанткою можуть зганьбити її родину.
Едвард (яп. エドワード, Edowādo)
Дворянин, якому домовлено одружитися з Еліс. Він сподівається, що їхній шлюб позбудеться будь-яких чуток навколо Еліс, і підозрює її стосунки з Ханако.

## Медіа

### Манґа
| № | Японською     | Японською       | Українською    | Українською            |
| № | Дата виходу   | ISBN            | Дата виходу    | ISBN                   |
| - | ------------- | --------------- | -------------- | ---------------------- |
| 1 | 10 січня 2019 | ISBN 4800008239 | 4 грудня 2023  | ISBN 978-617-8109-99-8 |
| 2 | 9 серпня 2019 | ISBN 4800008832 | 8 травня 2024  | ISBN 978-617-8396-24-4 |
| 3 | 7 лютого 2020 | ISBN 4800009367 | 2 вересня 2024 | ISBN 978-617-8396-55-8 |

### Читання драми
8 і 9 лютого 2020 року на TACCS1179 у Токіо відбулося читання «Прощавай, трояндовий саде», де Моека Коїдзумі зіграла Ханако Куджо, а Кая Окуно — Еліс Дуґлас.

## Сприйняття
«Прощавай, трояндовий саде» загалом отримала позитивні відгуки, багато оглядачів хвалили детальні ілюстрації та реалістичне зображення гомосексуалізму в Англії двадцятого століття. У Spring 2020 Manga Guide від Anime News Network за 2020 рік Ребекка Сільверман високо оцінила рівень дослідження, який є очевидним у виконанні манґи, зазначивши, що одяг, література та історичні події відповідають дійсності того періоду, і що це дослідження допомагає обґрунтувати історію. Otaku USA зауважили, що сюжетні фрагменти були б знайомі тим, хто читає юрі-манґу, однак вони все ж порекомендували серію «Як би це не було передбачувано, „Прощавай, трояндовий саде“ все одно варто прочитати через її сетинг та делікатно написаних персонажів». Хоча Ентоні Ґрамуґлія з Comic Book Resources вважає, що в першому томі надто багато уваги приділяється історичному сетингу, а не героям, він усе ще вірить, що «„Прощавай, трояндовий саде“ — це чудовий приклад історичної белетристики. Вона чудово вловлює напругу та тривоги епохи, одночасно передаючи історію забороненого кохання».